# DreamMail
DreamMail est un client de messagerie créé par la société chinoise DreamSoftware Studio.
DreamMail permet la gestion d'utilisateurs multiples et/ou de comptes multiples. Il peut aussi, par une interface d'administration à distance, accéder directement au serveur mail. L'utilisation combinée de listes noires et blanches permet de faire face aux spams. Il permet aussi l'envoi anonyme, l'envoi à des groupes de contacts, etc.

## Fonctions principales de DreamMail
- Multi-comptes et Multi-Utilisateurs.
- Support des modèles, des signatures multiples.
- Protocoles supportés : SMTP, eSMTP, POP3, SSL.
- Filtre antispam, examine les fichiers dangereux.
- Gère des règles de messages, liste blanche et liste noire.
- Supporte Hotmail et Yahoo.
- Supporte l'envoi multiple.
- Compression des données pour utiliser moins d'espace disque.
- Support des messages au format HTML.
- Prévisualisation des messages en ligne ou non pour ne pas télécharger les contenus "web".
- Affichage des en-têtes et de la source facilement accessible.

## Caractéristiques de DreamMail
- Logiciel gratuit.
- Recherche automatique des serveurs POP3/SMTP.
- Possibilité de supprimer le fichier joint pour utiliser moins d'espace disque (fichiers séparés).
- Possibilité d'éditer les messages reçus.
- Envois anonymes.
- Création de notes courtes (post-it).
- Support de groupes d'envois (groupes de contacts).
- Suppression automatique des spams et autres mails indésirables.

## Configuration minimal
- Processeur : Pentium 500 MHz ou équivalent.
- Mémoire Vive : 64 Mo de RAM (128 Mo recommandés).
- Espace Disque : 15 Mo pour le programme et suffisamment d'espace libre pour stocker tous les mails reçus.
- Système : Windows 98 jusqu'à Windows 11.